# Jarosław Pryriz

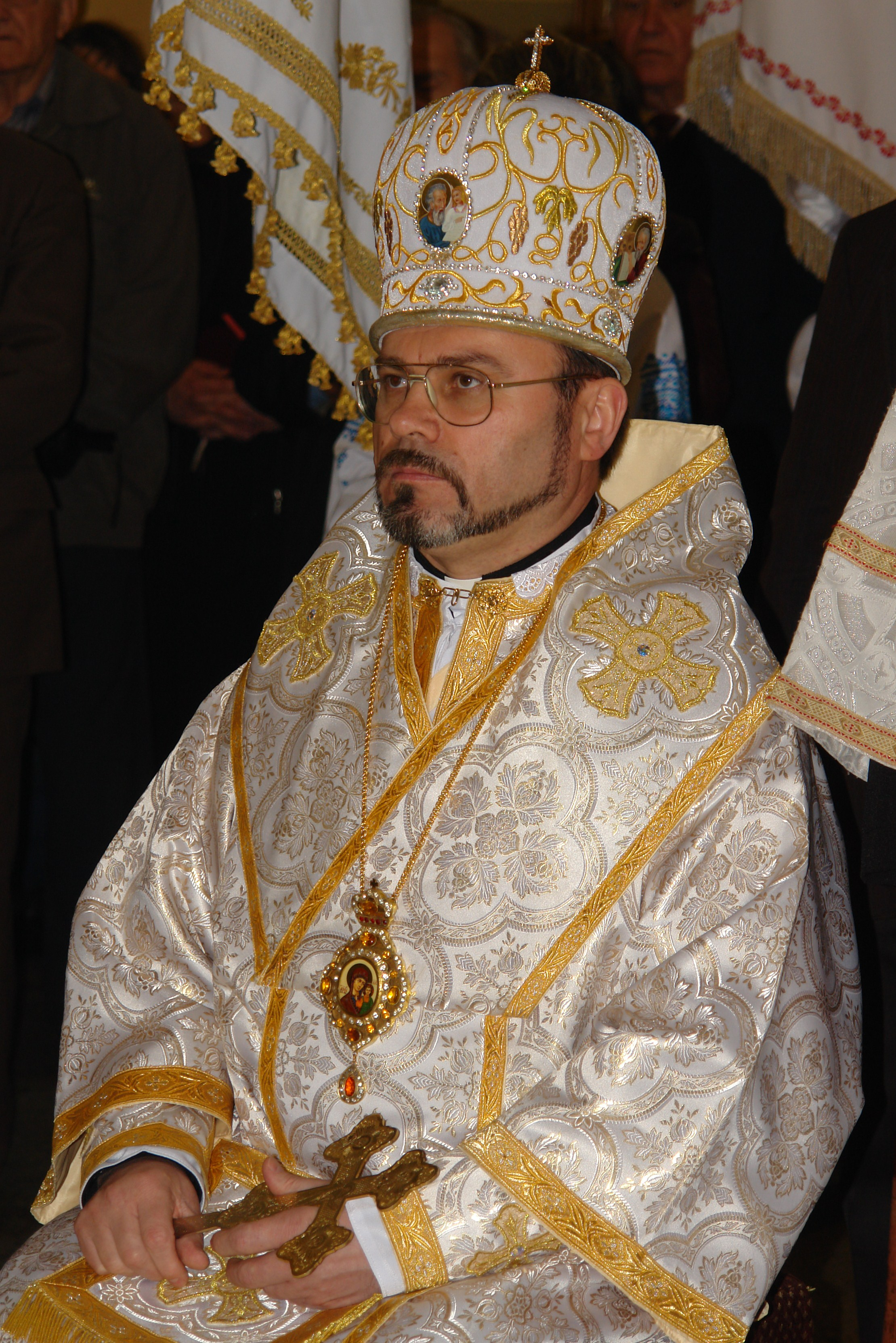
Jarosław Pryriz

Wappen von Jarosław Pryriz

Jarosław Pryriz CSsR, ukrainisch: Яросла́в При́різ, (* 30. März 1963 in Lastivka) ist Bischof von Sambir-Drohobytsch.

## Leben
Mychajlo Sabryha CSsR weihte ihn am 4. Dezember 1988 zum Priester und er trat 1994 der Ordensgemeinschaft der Redemptoristen bei. Papst Benedikt XVI. ernannte ihn am 2. März 2006 zum Weihbischof in Sambir-Drohobytsch und Titularbischof von Auzia.
Der Erzbischof von Kiew und Großerzbischof von Lemberg, Lubomyr Kardinal Husar MSU, weihte ihn am 29. April desselben Jahres zum Bischof; Mitkonsekratoren waren Mychajlo Sabryha CSsR, Bischof von Ternopil-Sboriw, und Julian Woronowskyj MSU, Bischof von Sambir-Drohobytsch.
Am 21. April 2010 wurde er zum Koadjutorbischof von Sambir-Drohobytsch ernannt. Nach der Emeritierung Julian Woronowskyjs MSU folgte er ihm am 27. Oktober 2011 als Bischof von Sambir-Drohobytsch nach.